# Anfixenose
A Anfixenose é uma patologia causada por parasitas que circula tanto entre os seres humanos quanto entre os animais.